# 1585 год в науке

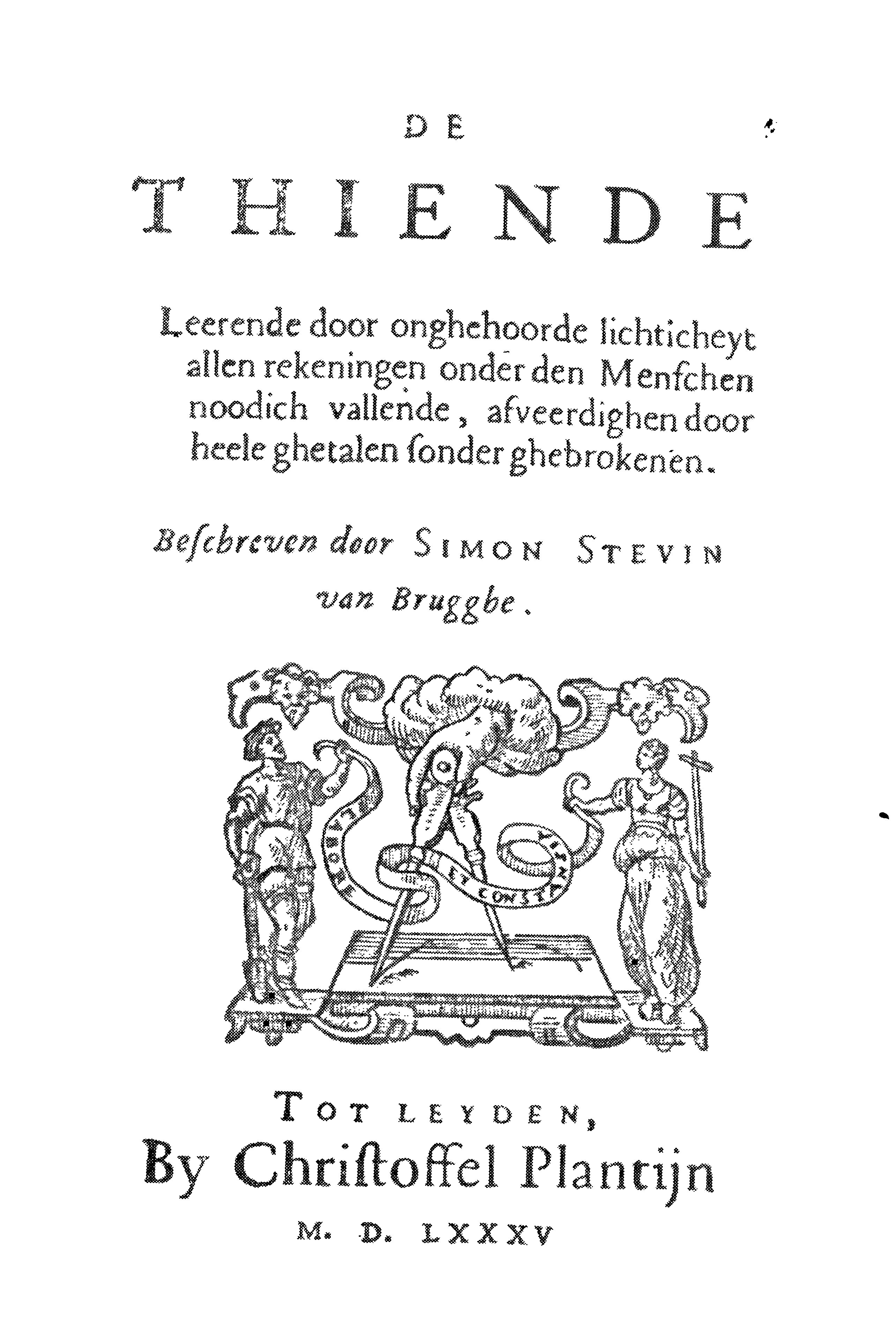
Титульный лист фламандского издания «Десятой»

В 1585 году произошли различные научные и технологические события, некоторые из которых представлены ниже.

## События
- Основаны университет в Граце (Австрия) и Фрисландский университет.

## Публикации
- Вышла в свет самая известная книга Симона Стевина «Десятая» (De Thiende), с которой началось широкое распространение в Европе десятичных дробей[1].
- Джордано Бруно опубликовал трактат «Figuratio Aristotelici Physici auditus» с критикой Аристотеля.

## Родились
См. также: Категория:Родившиеся в 1585 году'
- 12 февраля — Каспар Бартолин (старший), датский учёный-энциклопедист (умер в 1629 году).
- 26 февраля — Федерико Чези, итальянский натуралист, основатель Национальной академии деи Линчеи (умер в 1630 году)
- 1 ноября — Ян Брожек, польский учёный-энциклопедист (умер в 1652 году).
- Уриэль Акоста, первый еврейский философ-вольнодумец Нового времени, предшественник и вдохновитель Баруха Спинозы[2] (умер в 1640 году).
- Жильбер Гольмен, французский поэт, востоковед и переводчик-полиглот (умер в 1665 году)
- Иоганн Баптист Цизат, швейцарский астроном и математик (умер в 1657 году)

## Скончались
См. также: Категория:Умершие в 1585 году
- 10 марта — Ремберт Додунс, фламандский врач и ботаник (род. в 1517 году).
- Такиюддин аш-Шами, арабский астроном и изобретатель (род. около 1526 года).
- 19 октября — Иоганн Крато фон Краффтхайм, немецкий врач (род. в 1519 году)
- 13 декабря — Элиезер бен-Илия Ашкенази, египетский врач (род. в 1512 году)
- Мартын Квятковский, польский переводчик (род. неизвестно)
- 8 декабря — Пьеро Веттори, итальянский философ (род. в 1499 году)
- Антонио де Эспехо, испанский исследователь Америки (род. около 1540 года)